# Y tu mamá también
Y tu mamá también (tradus în românește „Și mama ta la fel!”), este un film mexican, lansat în 2001, în regia lui Alfonso Cuarón. 

## Conținut
Julio și Tenoch sunt doi adolescenți “cu hormonii la cap”, ghidați de pasiunea lor comună: consumul substanțelor exotice. Într-o vară, băieții învață mai multe despre viață decât și-ar fi imaginat, în momentul în care se hotărăsc să plece într-o drumeție cu seducătoarea Luisa – soția vărului lui Tenoch, o tânără de 28 de ani, nefericită și cu viața sentimentală la pământ – și îi propun să viziteze împreună cu ei o plajă secretă, de o frumusețe nemaiîntâlnită. În timpul călătoriei, Luisa își atrage tinerii însoțitori într-o relație năucitoare pentru aceștia.

## Distribuție
- Maribel Verdú: Luisa Cortés
- Gael García Bernal: Julio Zapata
- Diego Luna: Tenoch Iturbide
- Diana Bracho: Silvia Allende de Iturbide
- Andrés Almeida: Diego „Saba” Madero

Toate numele personajelor principale din film au fost inspirate după personalități marcante din istoria Mexicului post-Columbian: conchistadorul spaniol Hernán Cortés, împăratul mexican Agustín de Iturbide, revoluționarul mexican Emiliano Zapata, președintele Mexicului Francisco Madero; sau istoria pre-Columbiană Tenochtitlan, capitala Aztecă.

## Premii și nominalizări
Filmul a fost nominalizat la Oscar pentru „Cel mai bun scenariu original”, la Globul de Aur pentru „Cel mai bun film străin” și la Grammy pentru „Cea mai bună coloană sonoră”. A fost distins cu premiile pentru „Cel mai bun scenariu” și „Cea mai bună interpretare masculină: Gael García Bernal și Diego Luna” la Festivalul Internațional al Filmului de la Veneția din 2001 și Premiul Criticii Americane în 2003, pentru „Cel mai bun film străin”.

## Recepție
Y tu mamá también a fost bine primit de către criticii americani. Website-ul Rotten Tomatoes a raportat faptul că din 127 de critici primite, 91 au fost pozitive.
Metacritic a atribuit filmului un scor total de 88 de critici pozitive dintr-un total de 100, bazate pe 35 de opinii.